# Kanton Seulingen
Der Kanton Seulingen war eine Verwaltungseinheit im Distrikt Duderstadt des Departements des Harzes im napoleonischen Königreich Westphalen. Hauptort des Kantons und Sitz des Friedensgerichtes war Seulingen im heutigen niedersächsischen Landkreis Göttingen. Das Gebiet des Kantons umfasste acht Orte im heutigen Land Niedersachsen (Untereichsfeld).
Der Kantons-Maire Franz Rust residierte im Dorfkrug von Seulingen, wo man im 20. Jahrhundert eine Inschrift aus dem Jahr 1808 fand (F. R. Maire EI. I. W. V. AN. 1808).
Zum Kanton gehörten die Ortschaften:

- Seulingen
- Bernshausen
- Desingerode
- Esplingerode
- Germershausen
- Nesselröden
- Seeburg
- Werxhausen